# Национальная оперативная группа по прекращению локального коммунистического вооружённого конфликта
Национальная оперативная группа по прекращению локального коммунистического вооружённого конфликта (
НОГ- ПЛКВК) была создана правительством Филиппин в 2018 году в рамках подхода "Всех слоёв общества" для борьбы с коммунистическими вооружёнными конфликтами в стране и повышения осведомленности о них. Это произошло после того, как администрация президента Родриго Дутерте в ноябре 2017 года официально прекратила мирные переговоры между правительством Филиппин и Новой народной армией.

## История
Национальная оперативная группа по прекращению локального коммунистического вооружённого конфликта (НОГ-ПЛКВК) была создана 4 декабря 2018 года в соответствии с Указом Президента № 70, подписанным Родриго Дутерте. Этот указ институционализировал подход "всех слоёв общества" для решения продолжающегося коммунистического восстания на Филиппинах, возглавляемого Коммунистической партией Филиппин (КПФ) и её вооружённым крылом, Новой народной армией (ННА). Подход "всех слоёв общества" противопоставляется предыдущей политике, которая предусматривала переговоры с коммунистическими повстанцами. Указ был официально оглашён 10 декабря.
Создание НОГ-ПЛКВК стало результатом официального прекращения мирных переговоров между правительством Филиппин и ННА, после того как президент Дутерте подписал Президентский указ № 360 23 ноября 2017 года. Указ был издан в ответ на продолжающиеся нападения со стороны ННА, несмотря на действующие мирные переговоры. Также КПФ и ННА были официально признаны террористическими организациями правительством Филиппин.

## Состав
Национальная оперативная группа по прекращению локального коммунистического вооружённого конфликта (НОГ-ПЛКВК) состоит из 12 операционных кластеров или направлений усилий, которыми управляют различные государственные агентства:
- Кластер безопасности
- Кластер информации
- Кластер правопорядка
- Кластер реинтеграции
- Кластер экономического развития
- Кластер социальных и гуманитарных услуг
- Кластер социальной защиты
- Кластер местного самоуправления
- Кластер юстиции
- Кластер здравоохранения
- Кластер образования
- Кластер инфраструктуры

Региональные (РТФ-ЭЛКАК), провинциальные (ПТФ-ЭЛКАК), городские (ЦТФ-ЭЛКАК), муниципальные (МТФ-ЭЛКАК) и барангайские (БТФ-ЭЛКАК) оперативные группы были созданы для реализации на местном уровне подхода "всех слоёв общества" НТФ-ЭЛКАК.

## Деятельность и программы

### Кампания против подозреваемых в связях коммунистических организаций
NTF-ELCAC ведет кампанию против продолжающегося коммунистического восстания на Филиппинах, а также против групп, которые, по его утверждениям, являются фронтовыми организациями коммунистической группы. Оно утверждает, что обязано предупреждать общество о "сомнительных группах с связями с коммунистическими террористическими организациями". Обвинения, выдвигаемые оперативной группой, подверглись критике как акт "красного маркера" (red-tagging). В свою очередь, NTF-ELCAC ложно утверждает, что термин "красный маркер" был изобретен CPP-NPA, и использование этого термина является попыткой дискредитировать обвинения оперативной группы
Среди известных групп, которые NTF-ELCAC обвиняет в том, что они являются фронтами коммунистических повстанцев, является блок Макабаян, члены которого были избраны в Палату представителей. Обвинения NTF-ELCAC являются "официальной позицией" оперативной группы. NTF-ELCAC также выдвинула аналогичное обвинение против левоориентированной правозащитной организации Карапатан, которая подала в суд на оперативную группу за нарушения Филиппинского акта о преступлениях против международного гуманитарного права, геноцида и других преступлений против человечности в ответ на эти обвинения.
NTF-ELCAC также проводила проверки организаторов общинных пантерий, созданных волонтерами в ответ на пандемию COVID-19, на возможные связи с CPP-NPA, что привело к призывам к прекращению финансирования NTF-ELCAC.

### Программа развития барангай
Программа развития барангай (BDP) — это социально-экономическая программа NTF-ELCAC для барангай, которые были признаны свободными от влияния коммунистических повстанцев национальным правительством. Оперативная группа описывает эту программу как подход, направленный на решение коренных причин восстания, таких как "голод, болезни, бедность, несправедливость и безнадежность", чтобы сообщества стали менее уязвимыми к влиянию коммунистических повстанцев. Правительство определило 822 удалённых барангая, охваченных конфликтами, которые классифицированы как "географически изолированные и неблагоприятные районы (GIDAs)", очищенные от влияния коммунистического восстания, как подходящих для программы.
CPP снизила значимость BDP, назвав её "пластырным решением" и считая, что программа не удовлетворяет "основные требования подлинной земельной реформы и требования уважения к предкам земель". Программе было выделено 2,6 миллиарда песо в рамках Закона о государственном бюджете на 2024 год; по состоянию на август 2024 года Министерство внутренних дел и местного самоуправления заявило, что ни один из 885 проектов BDP, запланированных на 2024 год, не был завершён.

### Программа Балик Лооб и Программа E-CLIP
Программа Балик Лооб предоставляет механизм для бывших коммунистических повстанцев, сдавшихся правительству, чтобы они могли вернуться в основное общество.
Улучшенная программа комплексной местной интеграции (E-CLIP) была создана через Административный указ № 10, подписанный президентом Дутерте 3 апреля 2018 года. В рамках программы Министерство внутренних дел и местного самоуправления предоставляет пакет финансовой, трудовой и реинтеграционной помощи, а также компенсацию за оружие для повстанцев и экстремистов, сдавшихся, включая их семьи и сообщества. На апрель 2023 года программу прошли 37 413 бывших повстанцев и бывших насильственных экстремистов с момента её начала.

## Администрация
NTF-ELCAC была создана как государственная организация при Офисе президента Филиппин, с президентом Филиппин в качестве председателя и национальным советником по безопасности в качестве вице-председателя. Другими членами являются:
Секретари следующих исполнительных департаментов:
- Министерство национальной обороны Филиппин
- Министерство внутренних дел и местного самоуправления Филиппин
- Департамент юстиции Филиппин
- Министерство социального обеспечения и развития Филиппин
- Министерство образования Филиппин
- Министерство информационных и коммуникационных технологий
- Департамент финансов Филиппин
- Министерство бюджета и управления Филиппин
- Министерство общественных работ и автомобильных дорог Филиппин
- Министерство аграрной реформы Филиппин
- Министерство торговли и промышленности Филиппин
- Министерство жилищного строительства и городского развития
- Министерство здравоохранения Филиппин
- Министерство сельского хозяйства

Другие государственные организации и органы власти которые участвуют в этом проекте
- Офис президентского советника по вопросам мира, примирения и единства
- Специальный помощник президента по инвестициям и экономическим вопросам
- Национальное управление продовольствия (представитель Администратор)
- Бюро рыболовства и водных ресурсов (представитель Директор)
- Национальное жилищное управление (представитель Генеральный Директор)
- Исполнительный секретарь
- Специальный помощник президента
- Вооружённые силы Филиппин
- Национальная полиция Филиппин
- Национальное агентство координации разведки (Директор)
- Национальная комиссия по делам коренных народов (Председатель)
- Национальное управление экономического и социального развития (Генеральный директор и секретарь по социально-экономическому планированию)
- Национальный совет безопасности (Генеральный директор и советник)
- Национальное бюро расследований (Директор)
- Комиссия по правам человека (Председатель)
- Национальная молодёжная комиссия (Председатель)
- Комиссия по гражданской службе (Председатель)
- Национальная комиссия по борьбе с бедностью (Главный координатор)
- Комиссия по высшему образованию (Председатель)
- Администрация технического образования и развития навыков (Генеральный Директор)
- Президентская группа по коммуникациям (Директор)
- Офис гражданской обороны (Администратор)
- Президентский советник по военным и полицейским вопросам
- И два представителя частного сектора, назначенные президентом

## Коммуникации
У НТФ-ЭЛКАК. есть восемь официальных представителей, каждый из которых отвечает за определённые вопросы. До 10 мая 2021 года у оперативной группы было только два официальных представителя. Планируется назначить дополнительных представителей для покрытия каждого региона Филиппин.
| Official             | Official designations and agency                                                                                           | Coverage                                                                              |
| -------------------- | --- | ------------------------------------------------------------------------------------- |
| Vacant               | n/a | Security Sector Operations                                                            |
| Lorraine Marie Badoy | Undersecretary, New Media and External Affairs Presidential Communications Operations Office                               | Social Media Affairs, Sectoral Concerns                                               |
| Jonathan Malaya      | Undersecretary, Plans, Public Affairs and Communication Department of the Interior and Local Government                    | Local Government Affairs, Barangay Development Program                                |
| Severo Catura        | Undersecretary, Presidential Human Rights Committee Secretariat                                                            | International Affairs, Peace Process, Human Rights Concerns                           |
| Jose Joel Sy Egco    | Undersecretary, Presidential Task Force on Media Security                                                                  | Mass Media Engagement, Fact-Checker                                                   |
| Vacant               | n/a | NTF-ELCAC Public Affairs and Information Youth Concerns                               |
| Marlon Bosantog      | Regional Director, Cordillera Autonomous Region Regional Director, Caraga Region National Commission on Indigenous Peoples | Legal Affairs, Indigenous Peoples Concerns                                            |
| Gaye Florendo        | National Commission on Indigenous Peoples                                                                                  | Assistant spokesperson on NTF-ELCAC Public Affairs and on Indigenous Peoples Concerns |

## Административные и уголовные жалобы
Некоторые должностные лица, служившие в рамках НТФ-ЭЛКАК, сталкиваются с жалобами в Офисе омбудсмена и Комиссии по выборам. В декабре 2020 года организация Карапатан заявила в жалобе, что сторонник Дутерте и представитель НТФ-ЭЛКАК Лорейн Бадой-Партоса несет уголовную и административную ответственность за её "настойчивое, неустанное и злонамеренное красное маркирование и очернение" Карапатан. Также в жалобе был упомянут тогдашний представитель НТФ-ЭЛКАК, генерал-лейтенант Антонио Парлад.
В марте 2022 года депутаты от левых партий, а именно депутаты Кабатана Сара Джейн Элаго, ГАБРИЕЛА Арлене Бросас и АКТ Франс Кастро подали уголовные жалобы против Бадой и девяти других руководителей НТФ-ЭЛКАК за выборную агитацию и предполагаемые нарушения Всеобъемлющего избирательного кодекса. В жалобах указывались два отдельных заявления, сделанных НТФ-ЭЛКАК: 14 марта Бадой утверждала, что кандидат в президенты Лени Робредо заключила соглашение с Коммунистической партией Филиппин — Новой народной армией — Национальным демократическим фронтом (КПФ--ННА--НДФ); 21 марта Бадой выпустила заявление, в котором утверждала, что Кабатано, Анакапаус, Байан Муна, учителя АКТ и Габриела являются "городскими операторами" КПФ--ННА--НДФ. Жалоба утверждает, что эти заявления являются "политической рекламой" или "избирательной пропагандой".
Журналист и лауреат Нобелевской премии Мария Ресса подала в 2022 году административную жалобу против Бадой в Офис омбудсмена из-за публикаций, в которых Ресса называлась "социопатом" и "мастером чуши". В жалобе утверждается, что публикации Бадой нарушили Кодекс поведения и этические стандарты для государственных служащих. Жалоба утверждает, что публикации были "злонамеренными и клеветническими замечаниями, которые нарушают границы профессионального приличия и протокола".
В 2022 году Национальный союз народных адвокатов подал ходатайство в Апелляционный суд с просьбой признать Бадой в неуважении к суду после того, как Бадой провела интервью с отставным армейским генералом Жовито Пальпараном, который был осужден за похищение и незаконное задержание в 2018 году.

## Призывы к прекращению финансирования или отмене этого проекта
В 2021 году некоторые сенаторы Филиппин предложили прекратить финансирование NTF-ELCAC в ответ на красное маркирование со стороны Паралады общественных столовых во время пандемии COVID-19; позже Паралада назвал сенаторов, поддержавших это предложение, "тупыми", за что был осуждён по крайней мере 15 сенаторами. Кандидат в президенты и лидер трудового движения Леоди де Гузман также призвал к отмене NTF-ELCAC, если он будет избран.
В ноябре 2023 года Специальный докладчик ООН по продвижению и защите прав человека в контексте изменения климата Ян Фрай призвал к отмене NTF-ELCAC и отмене Закона о борьбе с терроризмом на Филиппинах. Фрай заявил, что красное маркирование со стороны NTF-ELCAC экологических защитников прав человека и коренных народов нарушает право на жизнь и свободу выражения. Совет лидеров по инициативам мира и другие группы, занимающиеся защитой мира, поддержали призыв к отмене NTF-ELCAC, в то время как вице-председатель NTF-ELCAC Эдуардо Аньо отклонил этот призыв, назвав отчет UNSCR "неполным", пригласив Специального докладчика ООН к "уточняющим встречам" с NTF-ELCAC.
Специальный докладчик ООН по свободе выражения и мнений Айрин Хан, посетившая Филиппины в феврале 2024 года, призвала правительство отменить NTF-ELCAC, заявив, что организация занималась красным маркированием правозащитников, гуманитарных работников, учителей, медицинских специалистов, молодежных лидеров, церковных лидеров и защитников прав коренных народов. В ответ помощник директора и официальный представитель Совета национальной безопасности Джонатан Малая отклонил рекомендацию, заявив, что "NTF-ELCAC стал решающим фактором в борьбе правительства с коммунистическим терроризмом".
В апреле 2024 года правозащитная организация Amnesty International призвала к отмене NTF-ELCAC, ссылаясь на необходимость прекратить красное маркирование и предполагаемое злоупотребление Законом о борьбе с терроризмом, который, по мнению Amnesty International, используется для связи работников СМИ и правозащитников с коммунистическим восстанием.
После того как Верховный суд в мае 2024 года вынес решение, что красное маркирование угрожает праву человека на жизнь, свободу или безопасность, Human Rights Watch и Карапатан призвали президента Бонгбонга Маркоса отменить NTF-ELCAC. Маркос отклонил призывы к отмене, заявив, что оперативная группа сыграла ключевую роль в снижении внутренних угроз безопасности страны.